# Pueblo yekuana
Los yekuana son un pueblo indígena de la familia Caribe. Son también conocidos como makiritare o so'to. Su idioma también se llama yekuana.

## Territorialidad
Los yekuana están localizados en el estado de Amazonas del Brasil y en Venezuela; principalmente en el alto Caura, ríos Erebato y Nichare; el alto Ventuari y ríos Parú y Cuminá. Este territorio incluye el parque nacional Jaua-Sarisariñama. Actualmente se estima su población entre 5000 y 10 000 habitantes, 7753 personas en el censo de comunidades indígenas del 2001.

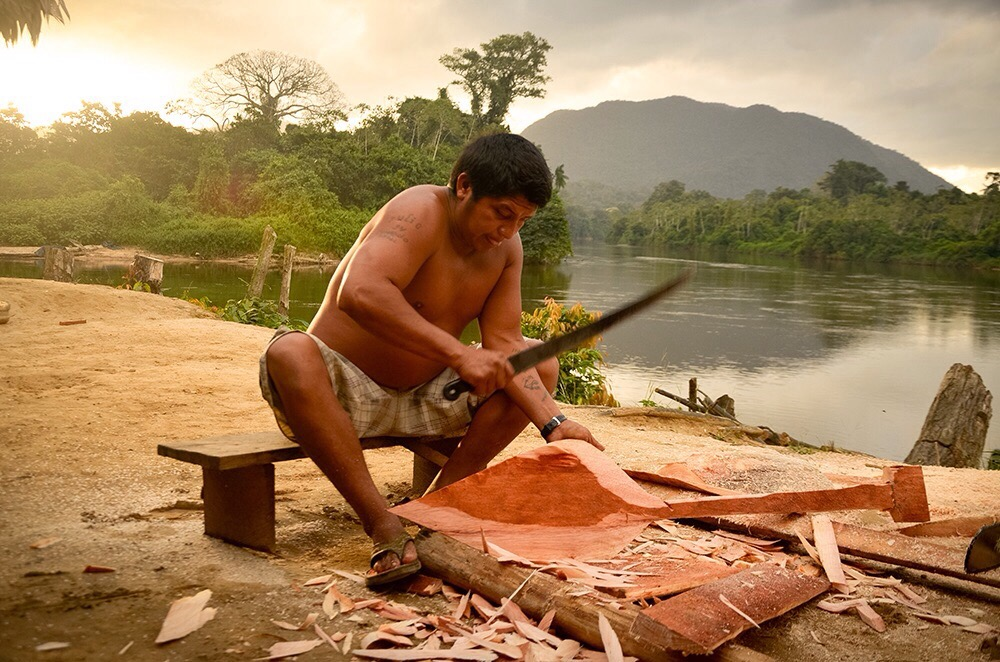
Indígena realizando un canalete para movilizarse a través del agua.

El patrón de asentamiento característico yekuana es ribereño y disperso. Prefieren la selva a la sabana para establecer sus comunidades y conucos. La palabra yekuana simboliza el origen común del grupo: sus ancestros de acuerdo a la tradición emergieron del Yekuana Joao, cerro ubicado en las llanuras adyacentes al alto río Cuntinamo.

## Organización
Tradicionalmente, los yekuana presentaban una forma de organización política descentralizada, sumamente autónoma, en la cual cada comunidad contaba con la máxima autoridad, el kajichanaa o akushana, autoridad que no trascendía los límites de la misma. Con igual ascendente en lo político, la autoridad mágico-religiosa estaba a cargo del jowai o kadeju y del ña tamuru. Actualmente la heterogeneidad social, política y religiosa ha creado tanto nuevas relaciones entre comunidades como nuevas comunidades. La influencia del evangelicalismo o la católica, ha creado divisiones entre los yekuana y ha dado lugar a nuevos valores, perspectivas y formas de vida.

## Economía

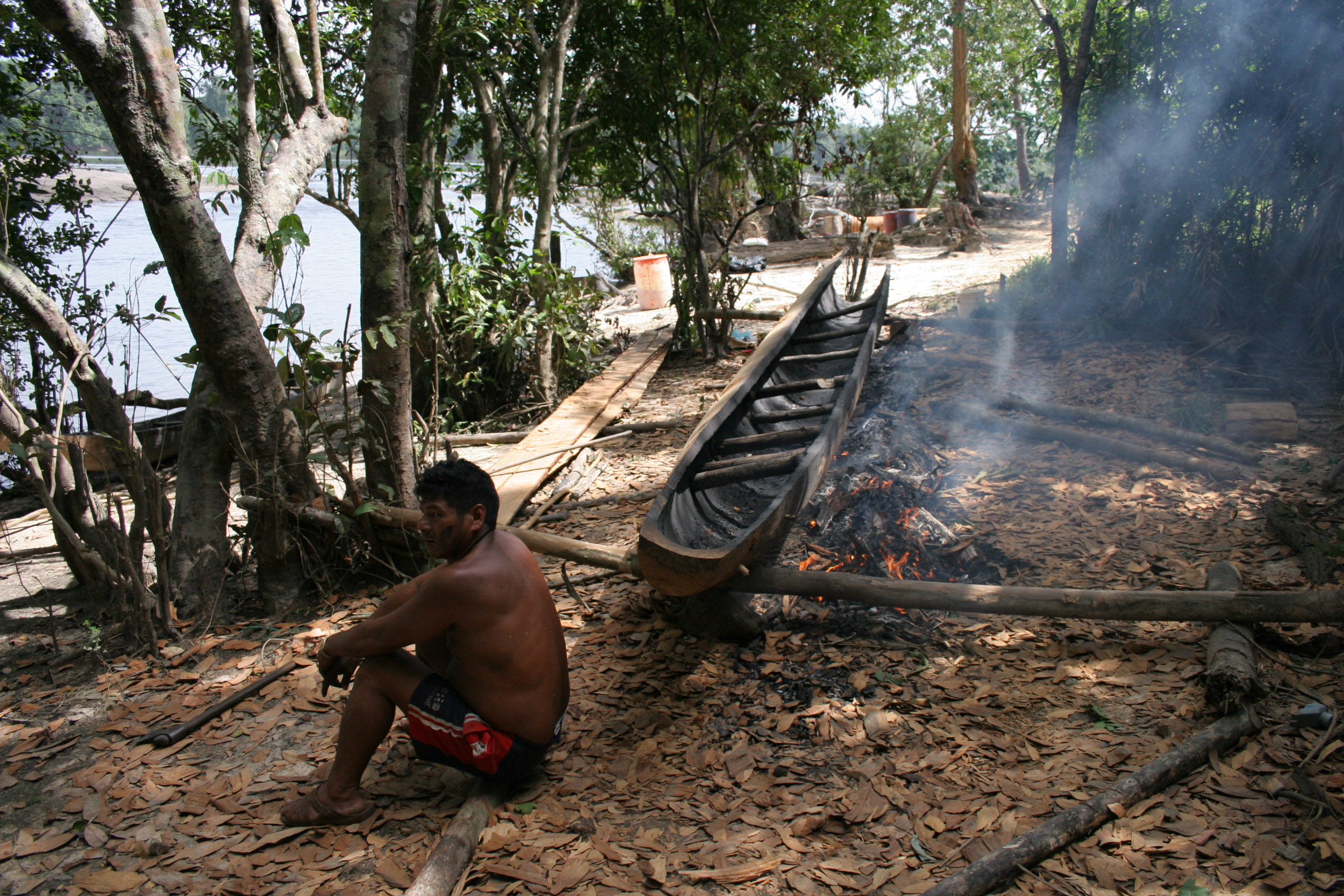
Realizando una curiara.

Poseen una economía mixta basada en la horticultura, la caza, la recolección y la pesca. Las mujeres se dedican mayormente a las labores agrícolas en el conuco, contando solo la presencia masculina para la quema y el limpiado del mismo. Es conocida su experiencia como navegantes y comerciantes a través de la red fluvial de los estados que habitan. Sus curiaras y canaletes tienen mucha demanda por esas regiones. También se destacan en el campo artesanal, teniendo sus productos alta demanda tanto en el mercado nacional como internacional.

## Mitología
Wannadi y Odosha:
Para entender la mitología yekuana, primero hay que saber sobre el dualismo planteado entre sus dos divinidades principales: Wannadi, el hijo del sol, dios de la luz y la vida, es el creador del todo, representado por el avatar del pájaro carpintero real. Sentado con su maraca mágica y fumando su tabaco, soñó con nuestro mundo. Cuando lo soñó, se hizo realidad. Después de crear el mundo, también soñó con tener una madre aquí en la tierra, y esta madre existió y lo dio a luz. De esa placenta, que se dejó sin cuidado en la tierra, de la pudredumbre y los gusanos, nació Odosha, el señor de toda la oscuridad. Este odió a Wannadi, y decidió desde entonces destruir su creación y dominarlo todo, por eso Odosha creó el hambre, las enfermedades y el temor entre la gente, para que aprendieran lo que es el odio. Tanto odio y corrupción terminó poniendo Odosha en el mundo, que Wannadi se vio obligado a retirarse a los cielos, llevándose consigo a todos los espíritus sabios.
wiyu
Es una gran anaconda, la creadora y dueña del agua de ríos y lagunas y de todas las criaturas que en ella habitan. Ataviada con su enorme penacho de plumas, convertido en arcoíris cuando lo despliega al sol, Wiyu emerge de la profundidad de las aguas para producir grandes cambios en la tierra, fecundarla y renovarla. De allí que los ye'kuana, aún hoy día, sientan un profundo respecto y hasta temor por su poder y evitan mirar el cielo cuando surge un arcoíris. Este ser mitológico tiene gran semejanza con Quetzalcóatl(ser mitológico de Mesoamérica)  
Cosmogonía: 
La religión yekuana tiene una de las mitologías más completas de las culturas latinoamericanas: 
Wanadi creó un universo en el que la Tierra tiene una forma redonda y plana, con un inframundo dividido en tres secciones:
- Una es el espacio de las aguas, donde habitan las gentes acuáticas, especialmente los mawadi (la gente serpiente), cuyo huhai es Huiio, Madre de los Ríos y Dueña del Agua. Huiio es una serpiente arcoíris que trae las lluvias y es hermana de Nuna.
- También existen las cavernas, morada de los espíritus neutrales.
- Finalmente, está Hoiohiña, el espacio de absoluta oscuridad, donde viven los odoshankomos, espíritus malignos que sirven a Odosha, la personificación de la oscuridad.

Sobre esta Tierra de forma cilíndrica se extiende el espacio celestial, representado como una gran estructura cónica dividida en ocho cielos. Cada uno de estos cielos representa una estación cosmológica importante:
- Los primeros siete están habitados por distintas clases de espíritus sabios.
- El octavo cielo es la morada de Wanadi, junto a su padre, el sol, Shi, quien se manifiesta en la Tierra como el astro solar que conocemos.

La forma de este universo se corresponde con la de la vivienda de la tribu (churuata), como una estructura circular con techo cónico, sostenida en el medio por un pilar, que en el equivalente del universo es representado por una alta montaña. 
- Jahuakudahana: Este es el primer nivel del cielo, allí viven los Attitiudi Hana, los dueños del aliento, de la palabra y del ritmo. Nunca duermen ni comen. Enseñan a los huhai a escuchar y cantar en otras lenguas.
- Iadekuna: El segundo cielo, hogar de los Setawa Kaliana, maestros de los huhai. No comen, no duermen, hablan y no trabajan. Solo se sientan con las manos apoyadas en la cabeza y los codos en las rodillas. Ven todas las cosas y enseñan a los huhai a ver como ven los demás.
- Mahekunahana: Casa de la gente murciélago, los Dedewashihiamo. Dueños de las maracas, que son para los yekuana instrumentos sagrados. A diferencia de los demás, los murciélagos no necesitan wirikis (piedras de cuarzo mágicas) en sus maracas, pues ellos son capaces de hacerlas sonar vacías.
- Iadiñakuna: Cuarto cielo. Conocido como el más hermoso de todos, es un lugar coronado con el gran lago azul Akuena en todo el medio, cuya agua se conoce como akene. Esa agua es curativa, igual que la hierba que crece alrededor y se llama Kaahi. En este cielo viven la mariposa morphoazul, Mahewa; Muna, (interpretado por algunos traductores como una tonina, y por otros como un manatí) y el pez Dinushi, la anguila eléctrica. Estos tres espíritus ayudaron a Wanaddi en su labor creadora. Al morir las personas en la tierra su espíritu sube hasta este lago donde se curan y forman parte de la vida del cielo.
- Ennemadi: En este cielo viven los Weweyeena, los guardianes de los wirikis, los cristales de cuarzos que forman parte de una maraca mágica. Con estos cuarzos se puede usar la maraca para capturar y destruir espíritus de Odosha.
- Marawahuña: El sexto cielo es el hogar de los tres pájaros sagrados, que los chamanes convocan con sus maracas cuando necesitan su ayuda espiritual. Estos son Muddo, el pavita; Tawaadi, el aguitacamino y Hohottu (o Hohooti) el gavilán. Cuando estos bajan a la tierra, los chamanes y los curanderos usan sus poder para atrapar o destruir espíritus que estén enfermando a la gente.
- Shiriche Kumenadi: Este es el séptimo cielo, hogar de todas las estrellas.
- Motadewa: El octavo cielo es el cielo supremo, donde vive Wannadi junto a toda su familia. Este es el destino final para los bienaventurados. Este es el verdadero cielo, donde, igual que en la tierra, hay montañas, aguas y árboles. Sin embargo allí no existen ni el hambre, ni la muerte, ni las enfermedades, ni el dolor, pues todo esto solo lo pueden hacer Odosha y sus espíritus, y ellos no pueden subir al cielo.

Los yekuana explican por qué no podemos ver todos estos cielos con que el cielo que nosotros vemos es un cielo falso, ya que en el verdadero cielo no existe la noche ni las tormentas, y la luz no se desprende de astros, sino del mismo Wannadi, y esta lo inunda todo.
Wannadi, al dejar la tierra, dejó al sol (Shi) y a la luna (Nuna). Ambos hombres. Nuna es temido porque es un devorador de hombres.
Según los cantos del Watunna, que son los cantos sagrados cantados por el Aichuriaha de la tribu, un día Wannadi volverá a la tierra y entonces Odosha será derrotado y todos viviremos en eterna paz. Las estrellas originalmente se asentaron en la tierra, pero tras los sucesos del segundo diluvio, que fue causado por Kuamachi, se unieron al cielo que nosotros vemos.

Marahuaca: 
El Marahuaca es un tepuy cuyo mito también comparten con los yekuana, los Piaroa, los yanomami, etc. También el mito varía en cada tradición. 
El mito alrededor de este tepuy cuenta que originalmente Iamancade (Dueña de la yuca y toda la comida) era quien traía el alimento a los hombres. Luego de Odosha, se tuvo que ir al cielo. Un hombre llamado Kuchi, fue a buscar alimento a su casa. En su huerto, Iamancabe tenía un árbol con todas las frutas. Él quiso robar, pero fue descubierto. Aunque Iamancabe lo perdonó, él se robó una astilla y la plantó en la tierra. Creció un gran árbol, y lo llamaron Dodoima. 
Una mujer, Maduñawe, pidió una estaca a Kuchi, y al plantarla creció un gran árbol al que llamaron Marahuaca. Era un árbol inmenso en donde crecían todas las frutas existentes. Ellos al principio estaban felices: las frutas caían a la tierra y los humanos y animales comían de allí, pero era tanta la altura, que los frutos golpeaban a las personas en la cabeza y los mataba, de manera que suplicaron a Wannadi la caída del árbol.  
Este envió a los pájaros, dirigidos por Semenia, quien les enseñó los modos del trabajo comunitario con el que se maneja actualmente la tribu. Bajo su dirección, primero trataron los tucanes, pero se hicieron daño, por eso los tucanes tienen picos como serruchos. Entonces vinieron los carpinteros, a los que se unió Wannadi y el propio Semenia. Todos cortaron al mismo tiempo, pero el árbol era tan inmenso que todos quedaron agotados. Entonces Semenia dio la idea de hacerlo por turnos, y así, aunque tomó más tiempo, llegaron a derribarlo. Fue Wanaddi el que dio el último golpe. 
Pero el árbol no cayó. No entendían qué pasaba y enviaron a la ardilla a averiguar. Resulta que el árbol era tan grande y frondoso, que sus ramas estaban enterradas en el cielo como si fuesen raíces. Semedia le dio un hacha y la ardilla cortó las ramas. Así Marahuaca cayó y un gran temblor llenó la tierra. La gente, asustada, se escondió. Luego, al salir, vieron que llovía. Ellos no sabían qué era aquello. Era la primera lluvia. Caía como cascadas del cielo, y de esa agua se formaron los ríos Orinoco y el resto. Gracias a esta agua la tierra se puso verde, y retoñó la selva. 
El tronco del Marahuaca se dividió en tres partes, que ahora son el tepuy del mismo nombre.

Shikiemone e Iureke:
Esta historia comienza cuando Wannadi ve que hay muy poca gente en el mundo y decide ir a buscar un Huehanna (huevo cósmico que contiene todas las nuevas almas por nacer). Se lo menciona a Nuna (la luna) y este decide ir a buscarlo en Kahuña (el cielo) antes que Wannadi para poder comerse a toda la gente en su interior. Una vez que Nuna vuelve a su casa su secreto es descubierto por su hermana, Frímene. Ella decide querer salvar a esos humanos de ser devorados por sus hermanos y se esconde el Huehanna en su vientre, soñando con la idea de que esos humanos serán como sus hijos. Nuna se da cuenta de la falta del huevo y sospecha de su hermana, y por la noche, mientras ella duerme en su chinchorro, trata de violarla por la noche metiéndose en su lecho, intentando sacarle el Huehanna, pero ella no lo permite. 
Aunque ella cree que se trata de su hermano, no logra identificar a su atacante. Al día siguiente Frímene decide pintarse con aceite de caruto (un aceite negro hecho con el fruto de la [[[Genipa americana|[genipa americana]]]]). Nuna vuelve esa noche y, de nuevo, no logra su cometido, pero al estar manchado, al día siguiente Frímene logra ver las manchas oscuras en su cara y sus manos (por eso la luna está manchada). Frímene decide escapar y no volver a casa de su hermano. Llega hasta el río Orinoco, y al no encontrar cómo cruzarlo superficialmente, decide cruzarlo a nado. Es entonces cuando se transforma en una gran serpiente acuática. Desde entonces se llama Huiio, la Dueña de las Aguas.
Wannadi, al descubrir que el Huehanna ha sido robado, se enoja y pregunta por él a todos. Nuna acusa a su hermana como la ladrona y todos van a por ella. Wannadi la va a buscar, acompañado por Hohottu y Mudo. Ella ahora vivía en el fondo del río. Cuando le piden el Huehanna ella se niega a devolverlo, y comienzan una cacería en donde ella muere y el Huehanna termina roto, y todos esos humanos sin nacer se pierden entre las aguas convirtiéndose en peces. Solo dos cayeron en la orilla, Shikiemona y Iureke. Fueron adoptados por una rana y un jaguar, quienes trataron de devorarlos. Ambos huyeron, no sin antes matar a ambos padres en su intento  de asesinarlos. Ellos descubrieron el misterio del fuego y de cómo cocinar con él. Un secreto que su madre adoptiva, la rana, no quería que nadie más supiera. 
El Dama: 
En esta mitología se cuenta con dos grandes inundaciones, pero es la primera la más parecida al mito común del diluvio universal. Este es conocido como el "Dama".
Shikiemone e Iureke descubrieron la verdad sobre Huiio en un sueño donde ella se comunicó con ellos. Una vez que vieron a todos los hombres que la habían asesinado reunidos, fueron hasta el fondo del río a la casa de su madre y sacaron la totuma con aceite de caruto de su madre y lo lanzan hacia ellos. Esta acción mágica que las aguas del río se desbordaran y lo inundara todo. Ambos huyeron convertidos en peces, y todo quedó cubierto por el Dama (lo que queda del Dama es el actual mar, y es así como le llaman los yekuana). Los dos hermanos nadaron y solo hayaron dos plameras de Moriche y allí se quedaron un tiempo. Cuando las aguas se retiraron a lo que ahora es el mar, ambos bajaron y comprobaron que toda la tierra estaba lodosa. 
De aquel desastre solo sobreviviron unos pocos que lograron refugiarse bajo los montes. Solo las personas más buenas lograron salvarse. 
En un segundo mito también se habla de la venganza de un hijo ante la muerte de su madre. Este es Kuamachi.
Los del pueblo de las estrellas, los Shidishe, siguiendo la idea del jaguar Ma'ro, mataron y se comieron a una mujer que encontraron en la selva. Cuando la abrieron, el hijo que tenía en su vientre rodó y cayó en el río. Tan diminuto como era, se lo comió una sardina. Allí creicó, hasta que ya no cupo y se tuvo que ir. Luego se lo comió un pavón, y se repitió lo mismo, y terminó viviendo en el vientre de una raya. Por hambre, se adentro en un conuco que resultaba ser de su abuelo. Al reconocerse, ambos se reconcilian y viven juntos, y ambos prometen buscar justicia por lo sucedido a la madre de Kuamachi. Después de matar al jaguar y a los otros animales que participaron en la cacería, decide ir por la gente Estrella, pero eran demasiados y muy poderosos de manera que los invitó a recoger dewaka (una fruta). Ellos aceptaron, pero cuando la estaban comiendo, Kuamachi lanzó una de estas frutas de donde surgió el agua que causó la gran inundación. Kuamachi pensó en una canoa y esta apareció, El y su abuelo, Mahanama, se quedaron en la canoa. Mahanama lanzó las cestas que traía en el río y éstas se convirtieron en anacondas, cocodrilos, caimanes y otro animales mortíferos. Kuamachi prendió fuego a un nido de termitas y la selva se llenó de humo. Buscaron en una cueva arcos y flechas y acabaron con aquellos que habían sobrevivido montándose en los árboles. Al caer de los árboles a la gente del pueblo de la estrella le esperaban los animales peligrosos. Pero Kuamachi y su abuelo se quedaron sin flechas y no pudieron matar a Udlaha jefe del pueblo de la estrella. Con siete flechas que logró recuperar gracias a Ahishama (el turpial), Udlaha se hizo una escalera por la cual él y el resto de los sobrevivientes de su pueblo subieron hasta el cielo. Finalmente Kuamachi subió también, junto con otros dioses buenos. Le pidió a Kahshe, la piraña, que cortara la escalera para que los malos espíritus no pudieran subir. Estando arriba, Udlaha le pidió la paz y Kuamachi aceptó. Udlaha y su gente se convirtieron en las Pléyades y Kuamachi es ahora Venus y Ahishama (el turpial) es Marte.
En la película animada Dream Tales, publicada por Acorn Media Publishing se presenta entre otros, el mito de la creación según las tradiciones yekuanas.
Huhai:
El concepto de "Huhai" para los yekuana se refiere al líder religioso y médico de la tribu con la capacidad de comunicarse y entender a los jefes de las otras familias y casas. Al ser una religión animista, cree en que todos los elementos, animales y plantas tienen un espíritu (akató), vida y conciencia, por lo que cada familia de animales, plantas y espíritus tenían sus propios huhahis.
Medatia:
Medatia es el héroe principal de los yekuana, siendo el primer hombre que subió y recorrió los siete primeros cielos, siendo en el octavo impermisible el paso para los humanos. Medatia subió en la búsqueda de una solución a los males que Odosha provocaba en la tierra a través del olvido y la ignorancia.
En su viaje se convirtió en el primer huhai de los seres humanos, aprendiendo de los Attitiudi Hana (Los Dueños del Canto) a entender y hablar las lenguas de otras gentes, y de los Setawa Kalihana (Sabios de la Vista) a cómo ver las cosas como las ven los demás. Además, también aprendió cómo enseñarle esto a los suyos.  
Para poder acceder al primero de los cielos, primero tuve que enfrentar cinco pruebas: Primero se enfrentó a los fuertes vientos que soplaban muy fuerte; luego tuvo que atravesar la casa de las tijeras, que trataron de cortarlo, pero ya que era puro de corazón, solo tuvo que ordenarles que se detuvieran y lo hicieron. Luego pasó por la casa de Madenawa, un cautivador espíritu femenino que trató de seducirlo, pero él no cedió y siguió adelante; se dice que si se hubiese quedado, Madenawa se hubiese transformado en jaguar y lo hubiese asesinado. Finalmente se enfrentó a Nuna (la luna), un hombre que trató devorarlo. Por último, atravesó un fuerte río y se encontró en la encrucijada donde había dos caminos: uno que llevaba a la tierra de los odoshankomos y otra que llevaba al primer cielo. Medatia escogió el camino blanco y así pudo accesar finalmente al cielo.
En el cielo, Medatia aprendió de los Attitiudi Hana (los Dueños del Canto) a hablar y entender las lenguas de los demás, y los Setawa Kalihana (Sabios de la Vista) le enseñaron a cambiar sus ojos y ver las cosas como las ven otros. Solo de esta manera, entendiendo y pudiéndose comunicar con otros, es como se pudo convertir en huhai. El huhai de todos los humanos.

Además de eso, aprendió los misterios de la maraca con los wirikis, que son los cristales de cuarzo místicos que tenían el poder de atrapar en su interior a los odoshankomos.
Bajó a la Tierra y le enseñó a los miembros de sus tribus sus conocimientos, pudo entender a los animales, plantas y espíritus de la tierra y enseñó a su pueblo cómo evitar el mal, a curar las enfermedades y evitar el hambre.